# Козлята (астеризм)

Созвездие Возничего

Козлята (Коза с Козлятами) — астеризм, устаревшее созвездие, соответствующее части традиционной фигуры созвездия — козе с козлятами, которых держит Возничий. Астеризм включает главную звезду созвездия Капеллу (α Возничего) и три небольшие звезды неподалёку — ε (Аль Анз), ζ и η. В древности астеризм нередко считался отдельным созвездием Коза, но затем он слился с созвездием Возничий.

## Мифология
В созвездии видели божественную козу Амалфею (Капелла) или/и козочек Эгу и Гелику, выкормивших новорожденного Зевса. Хотя в созвездии они — козы, в разных вариантах мифа они бывают и нимфами, и царскими дочерьми. Геликой называли созвездие Большая Медведица, а Амалфеей — Козерога. Альтернативная история про Эгу такова. Она в этой истории была именно нимфа и жена Пана (вообще говоря, ассоциированного с козлом). Зевс соблазнил Эгу, и она родила мальчика Эгипана, приписав отцовство Пану. Зевс поместил ее изображение среди звезд в виде козы.

## История
По научно-историческим легендам созвездие предложил Клеострат Тенедосский. К чему именно он относил это название, точно неизвестно: это могли быть и звёзды около Капеллы, и весь Возничий. Позднее созвездие слилось с Возничим, но на рубеже эр римские поэты упоминают его. (В переводах оставлено латинское название созвездия — Геды.) Бытовала версия, что название происходит от Ἄιξ или Ἀιγίς, что означает штормовой ветер: де, гелиакический восход Капеллы предвещал такую погоду. Козлята, как пишет Арат, «мореходам враждебные звёзды»:
В небе взойдя высоко, не однажды видали Козлята
В бурю попавший корабль, моряков, преисполненных страхом,
И утонувших тела, уносимые волнами моря.
Латинские авторы также называли созвездие разными вариантами перевода с греческого: Custos caprarum, Habens capellas, Habens haedos, Habens hircum. Всё это — «козы», «козлы», «козлята» и другой мелкий рогатый скот.
У арабов, позаимствовавших у греков вместе с классическими созвездиями и Козлят, они вместе с Капеллой именовались: Alhaior, Alhaiot, Althaiot, Alhaiset, Alhatod, Alhajot, Alhajoth, Alhojet, Alanac, Alanat, Alioc — и это не полный список. Названия происходят от Al ʽAnz и Al ʽAyyūḳ — пустынный баран (а может быть, просто «звезда» на раннеарабском).
В изображениях на звездных атласах Нового времени Возничий держит на руках или на спине козу или козу с козлятами; их положение соответствует расположению утраченного древнего созвездия. Упоминались Фламмарионом в списке созвездий 1872 года.
Ныне созвездие Козлята не существует.